# Секуєу (комуна)
Секуєу (рум. Săcuieu) — комуна у повіті Клуж в Румунії. До складу комуни входять такі села (дані про населення за 2002 рік):
- Вішагу (362 особи)
- Рогожел (718 осіб)
- Секуєу (561 особа) — адміністративний центр комуни

Комуна розташована на відстані 364 км на північний захід від Бухареста, 54 км на захід від Клуж-Напоки.

## Населення
За даними перепису населення 2002 року у комуні проживала 1641 особа.
Національний склад населення комуни:
| Національність | Кількість осіб | Відсоток |
| -------------- | -------------- | -------- |
| румуни         | 1483           | 90,4%    |
| цигани         | 156            | 9,5%     |
| угорці         | 2              | 0,1%     |

Рідною мовою назвали:
| Мова      | Кількість осіб | Відсоток |
| --------- | -------------- | -------- |
| румунська | 1484           | 90,4%    |
| циганська | 156            | 9,5%     |
| угорська  | 1              | 0,1%     |

Склад населення комуни за віросповіданням:
| Релігія            | Кількість осіб | Відсоток |
| ------------------ | -------------- | -------- |
| православні        | 1598           | 97,4%    |
| п'ятдесятники      | 32             | 2,0%     |
| греко-католики     | 8              | 0,5%     |
| реформати          | 1              | 0,1%     |
| адвентисти         | 1              | 0,1%     |
| не вказали релігію | 1              | 0,1%     |